# Macrocypridina
A Macrocypridina a kagylósrákok (Ostracoda) osztályának a Myodocopida rendjébe, ezen belül a Cypridinidae családjába tartozó nem.

## Tudnivalók
A Macrocypridina-fajok tengeri élőlények, a mélytengeri plankton részei.

## Rendszerezés
A nembe az alábbi 2 faj tartozik:
- Macrocypridina castanea (Brady, 1897) Poulsen, 1962 - típusfaj
- Macrocypridina poulseni Martens, 1979